# Bomba nuclear

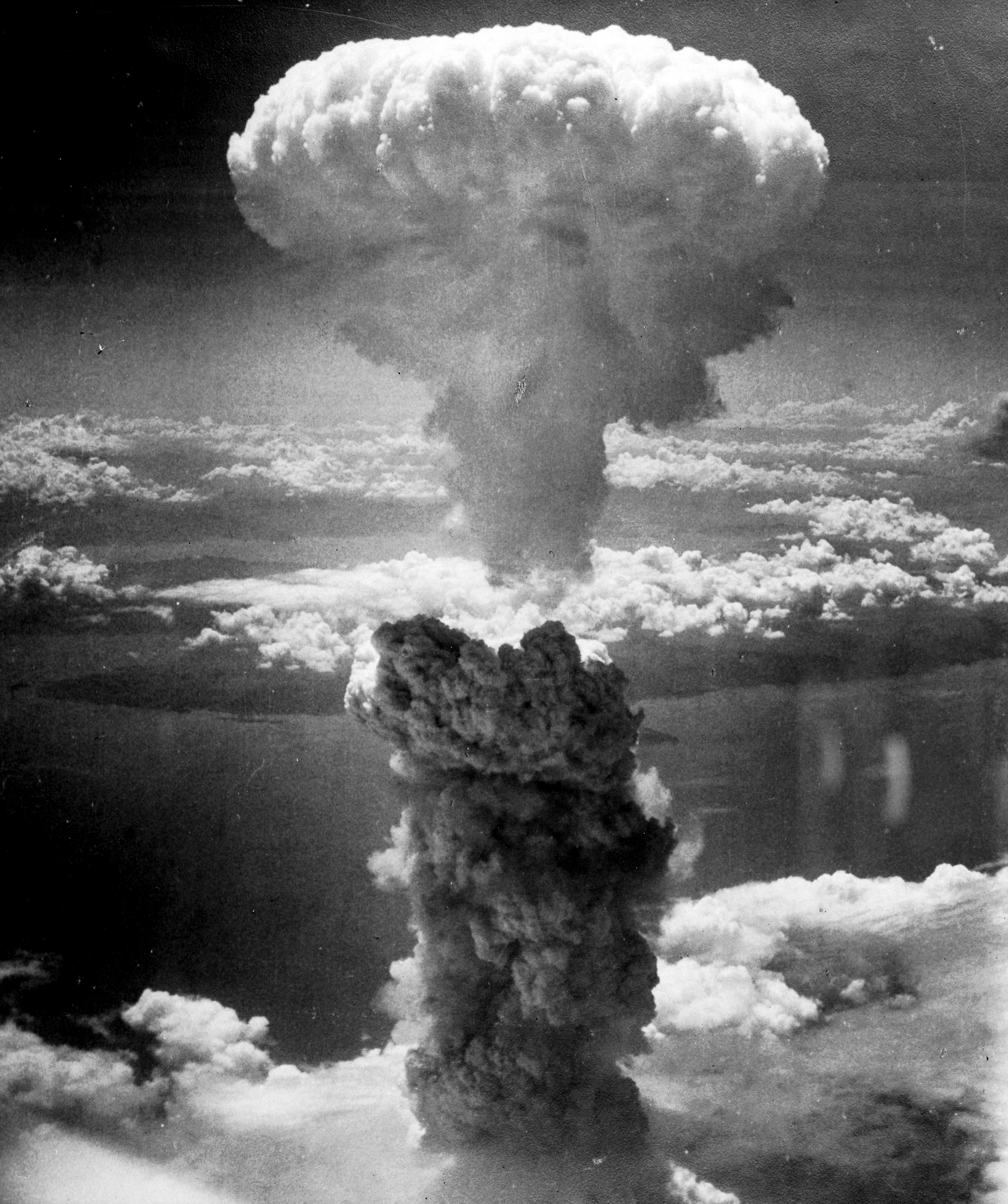
A nuvem de cogumelo formada pela bomba atômica de Nagasaki, no Japão, em 9 de agosto de 1945, subiu cerca de 18 km acima do hipocentro da explosão.

Bomba nuclear (também conhecida como bomba atômica, ogiva atômica e ogiva nuclear) é um dispositivo explosivo que deriva sua força destrutiva das reações nucleares, tanto de fissão (conhecida como bomba atômica) ou de uma combinação de fissão e fusão (conhecida como bomba termonuclear). Ambas as reações liberam grandes quantidades de energia a partir de quantidades relativamente pequenas de matéria. O primeiro teste de uma bomba de fissão (bomba atômica(pt-BR) ou atómica(pt-PT?)), o teste Trinity, marco para a entrada na Era Nuclear, liberou a mesma quantidade de energia de cerca de 20 mil toneladas de TNT. O primeiro teste de uma bomba termonuclear (bomba de hidrogênio) liberou uma quantidade de energia equivalente a cerca de 10 milhões de toneladas de trinitrotolueno (TNT). Uma arma termonuclear moderna, pesando pouco mais de 1,1 quilograma, pode produzir uma força explosiva equivalente à detonação de mais de 1,2 milhão de toneladas de TNT. Assim, mesmo um pequeno dispositivo nuclear não muito maior do que bombas tradicionais, pode devastar uma cidade inteira através da gigantesca explosão e por incêndios e radiação subsequentes. As armas nucleares são consideradas armas de destruição em massa e seu uso e controle têm sido um dos principais focos da política de relações internacionais desde a sua criação.
Apenas duas armas nucleares foram utilizadas durante uma guerra: quando os Estados Unidos bombardearam duas cidades japonesas no fim da Segunda Guerra Mundial. Em 6 de agosto de 1945, uma bomba de fissão de urânio cujo codinome era "Little Boy" foi detonada sobre a cidade japonesa de Hiroshima. Três dias depois, em 9 de agosto, um tipo de bomba de fissão de plutônio, de codinome "Fat Man", explodiu sobre a cidade de Nagasaki, no Japão. Estes dois ataques resultaram na morte de cerca de 200 mil pessoas — a maioria civis — por causa dos graves ferimentos decorrentes das explosões e da radiação. O papel dos bombardeamentos nucleares na rendição do Japão e se seu uso foi ético ainda são questões que continuam a serem alvos de discussão atualmente. 
O Japão criou seu programa próprio para o desenvolvimento de armas nucleares mas, mesmo seus físicos nucleares sendo tão capazes quanto os do Ocidente, dificuldades diversas impediram o progresso do programa japonês de armas nucleares.  
Depois dos bombardeamentos de Hiroshima e Nagasaki, armas nucleares foram detonadas em mais de duas mil ocasiões, durante testes e demonstrações. Apenas algumas nações possuem tais armas ou são suspeitas de as terem. Os únicos países conhecidos por terem detonado armas nucleares e que são reconhecidos por possuírem esse tipo de armamento são (em ordem cronológica, de acordo com a data do primeiro teste): Estados Unidos, União Soviética (sucedida como uma potência nuclear pela Rússia), Reino Unido, França, República Popular da China, Índia, Paquistão e Coreia do Norte. Além disso, é quase consenso que Israel também possui armas nucleares, embora o governo israelense não reconheça isso. Apenas um país, a África do Sul, fabricou armas nucleares no passado, mas desmontou todo o seu arsenal após o fim do regime do apartheid, quando o país aderiu ao Tratado de Não Proliferação de Armas Nucleares (TNP) e aceitou completamente as salvaguardas internacionais.
De acordo com estimativas de 2012, obtidas pela Federação de Cientistas Americanos, existem mais de 17 mil ogivas nucleares no mundo, sendo que cerca de 4 300 delas são consideradas "operacionais", ou seja, estão prontas para uso.

## Tipos

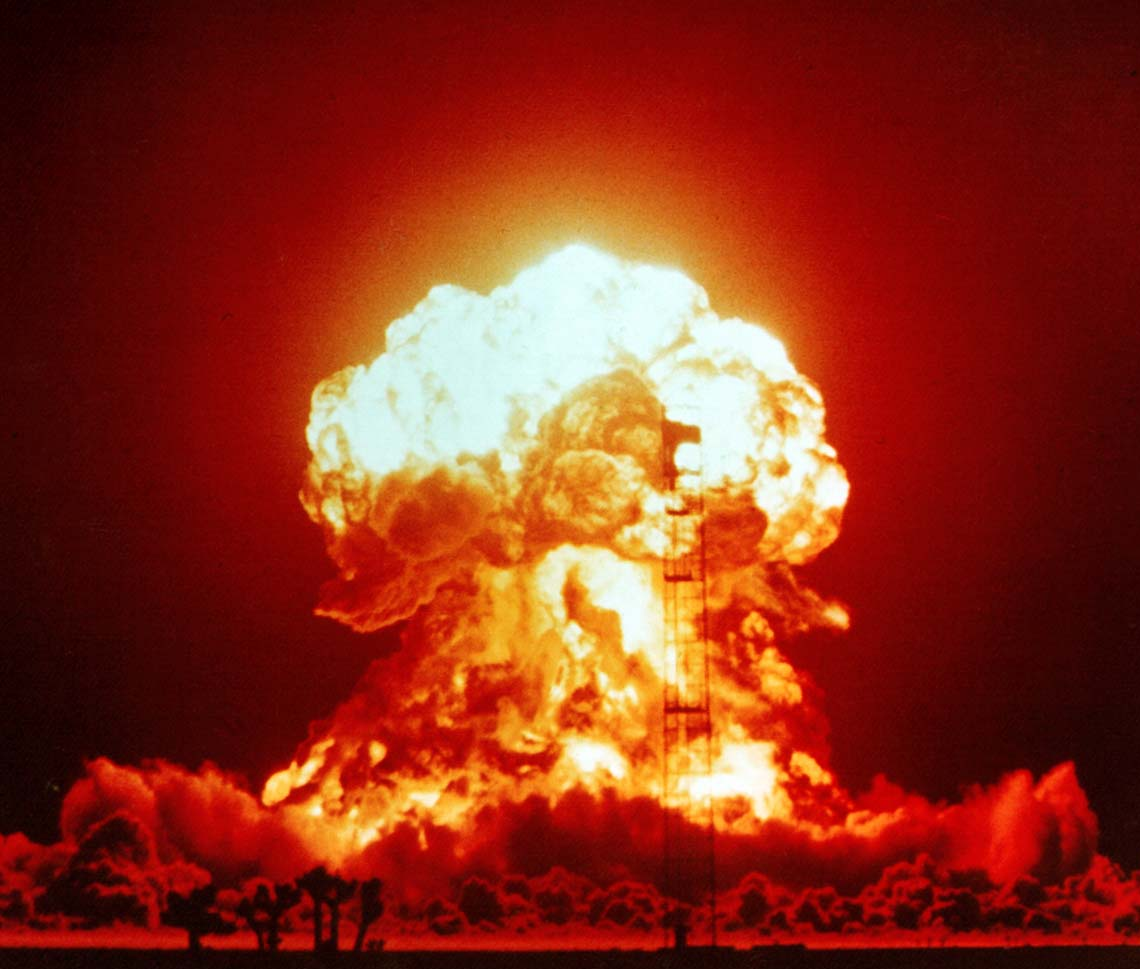
Teste nuclear realizado em 18 de abril de 1953, durante a Operação Upshot-Knothole, na Área de Testes de Nevada, Estados Unidos.

Os dois principais modelos de armas de fissão nuclear.

Os princípios básicos do Desenho de Teller–Ulam: uma bomba de fissão usa radiação para comprimir e aquecer uma secção distinta de combustível de fusão.

As bombas atômicas são normalmente descritas como sendo apenas de fissão ou de fusão com base na forma predominante de liberação de sua energia. Esta classificação, porém, esconde o fato de que, na realidade, ambas são uma combinação de bombas: no interior das bombas de hidrogênio, uma bomba de fissão em tamanho menor é usada para fornecer as condições de temperatura e pressão elevadas que a fusão requer para se iniciar. Por outro lado, uma bomba de fissão é mais eficiente quando um dispositivo de fusão impulsiona a energia da bomba. Assim, os dois tipos de bomba são genericamente chamados bombas nucleares.

### Fissão nuclear
São as que utilizam a chamada fissão nuclear, onde os pesados núcleos atômicos do urânio ou plutônio são desintegrados em elementos mais leves quando são bombardeados por nêutrons. Ao bombardear-se um núcleo produzem-se mais nêutrons, que bombardeiam outros núcleos, gerando uma reação em cadeia. Estas são as historicamente chamadas "Bombas-A", apesar de este nome não ser preciso pelo fato de que a chamada fusão nuclear também é tão atômica quanto a fissão. O isótopo mais utilizado para sofrer fissão nuclear é o urânio-235, o qual ao capturar um nêutron transforma-se em U-236 durante muito pouco e então sofre fissão.
{\displaystyle \ {}^{235}\mathrm {U} +n={}^{95}\mathrm {Sr} +{}^{139}\mathrm {Xe} +2n+198\ \mathrm {MeV} }

### Fusão nuclear
Baseiam-se na chamada fusão nuclear, onde núcleos leves de hidrogênio e hélio combinam-se para formar elementos mais pesados e liberam neste processo enormes quantidades de energia. Bombas que utilizam a fusão são também chamadas bombas-H, bombas de hidrogênio ou bombas termonucleares, pois a fusão requer uma altíssima temperatura para que a sua reação em cadeia ocorra. A bomba de fusão nuclear é considerada a maior força destrutiva já criada pelo homem, embora nunca tenha sido usada em uma guerra.
Oficialmente, a mais poderosa Bomba de fusão nuclear já testada atingiu o poder de destruição de 57 Megatons - conhecida como Tsar Bomba - em um teste realizado pela URSS em outubro de 1961. Esta bomba tinha mais de 5 mil vezes o poder explosivo da bomba de Hiroshima, e maior poder explosivo que todas as bombas usadas na II Guerra Mundial somadas (incluindo as 2 bombas nucleares lançadas sobre o Japão) multiplicado 10 vezes.

### Bomba suja
Bomba suja é um termo atualmente empregado para designar uma arma radioativa, uma bomba não nuclear que dispersa material radioativo que fica armazenado em seu interior. Quando explode, a dispersão de material radioativo causa contaminação nuclear e doenças semelhantes às que ocorrem quando uma pessoa é contaminada pela radiação de uma bomba atômica. As bombas sujas podem deixar uma área inabitável por décadas.
Um exemplo prático do que pode acontecer no caso de um lançamento de uma bomba suja foi o bombardeamento da Usina Nuclear iraquiana (Israel bombardeou o reator nuclear iraquiano de Osirak em 1981, o que causou a morte de milhares de iraquianos). Após o bombardeio por Israel, pessoas apresentaram problemas respiratórios irreversíveis e contaminação corporal intensa vindo a falecer ou desenvolver sintomas cancerígenos irreversíveis.
A bomba suja, mesmo com poucos quilos de lixo atômico, quando dispersados diretamente na atmosfera, pode ocasionar uma nuvem de material radioativo e envolver uma cidade inteira provocando a morte de milhares de pessoas.

### Bomba de nêutrons (neutrões)
Uma última variante da bomba atômica é a chamada bomba de nêutrons, em geral um dispositivo termonuclear pequeno, com corpo de níquel ou cromo, onde os nêutrons gerados na reação de fusão intencionalmente não são absorvidos pelo interior da bomba, permitindo que escapem. As emanações de raios-X e de nêutrons de alta energia são seu principal mecanismo destrutivo. Os nêutrons são mais penetrantes que outros tipos de radiação, de tal forma que muitos materiais de proteção que bloqueiam raios gama são pouco eficientes contra eles. As bombas de nêutrons têm ação destrutiva apenas sobre organismos vivos, mantendo, por exemplo, a estrutura de uma cidade intacta. Isso pode representar uma vantagem militar, visto que existe a possibilidade de se eliminar os inimigos e apoderar-se de seus recursos.

### Armas nucleares táticas ou de uso tático
São armas nucleares de pequeno poder explosivo, geralmente na faixa de 0,5 a 5 quilotons de TNT. Geralmente seu uso tático é muito específico e envolve utilizar apenas uma das principais formas de energia liberada pela bomba, o poder de destruição e calor ou o PEM (pulso eletromagnético). Mesmo com poder explosivo reduzido, estas armas têm efeito radioativo, o que sempre dificultou seu amplo emprego.
O uso de armas nucleares táticas seria destinado principalmente para o emprego contra as forças armadas do adversário. Esta função seria de importância maior se as forças-alvo se encontrassem próximas às forças que estão lançando a bomba, já que isto impediria o uso de uma arma de grande poder destrutivo que pudessem atingir também a força lançadora.
Também são empregadas como ogivas das cargas de profundidade nucleares, para uso antissubmarino a grandes profundidades.
Durante a Guerra Fria este tipo de arma chegou a ser usada como ogiva em mísseis ar-ar pelas forças armadas dos Estados Unidos e URSS. O objetivo deste tipo de míssil era seu uso contra bombardeiros estratégicos de altas altitudes, onde o pulso eletromagnético da arma era mais eficaz para danificar os equipamentos eletrônicos dos bombardeiros adversários do que a própria onda de choque da explosão da bomba, minimizada pelo ar rarefeito.
Atualmente são substituídas com vantagens por outras armas convencionais que produzem pulsos eletromagnéticos ou grande quantidade de calor e pressão. As bombas de pulso eletromagnético, ou bombas de energia direta como o JSOW, que produz uma descarga eletromagnética de micro-ondas direcionadas, substituem as armas nucleares táticas na função de danificar equipamentos eletrônicos, de computação ou comunicação em pequenas áreas. Quando o objetivo é simplesmente destrutivo, podem ser substituídas pelas bombas termobáricas mais poderosas, que mesmo sendo armas convencionais, produzem poder de destruição equivalente a 1 quiloton, sendo que Estados Unidos e Rússia já anunciaram possuir armas termobáricas com poder destrutivo equivalente a 5 e 11 quilotons respectivamente. A Rússia já utilizou armas termobáricas contra bunkers subterrâneos na Chechênia e os Estados Unidos utilizaram este tipo de armamento no Afeganistão e no Iraque.

## Administração, controle e legislação

A Agência Internacional de Energia Atômica foi criada em 1957 para encorajar o desenvolvimento pacífico da tecnologia nuclear, enquanto promove salvaguardas internacionais contra a proliferação nuclear.

Devido ao imenso poder militar que esse tipo de armamento pode conferir a quem o possui, o controle político das armas nucleares tem sido uma questão chave desde que elas existem; na maioria dos países o uso da força nuclear só pode ser autorizado pelo chefe de governo ou chefe de Estado.
No final de 1940, a falta de confiança entre os Estados Unidos e a União Soviética impediam a realização de acordos internacionais de controle de armas. O Manifesto Russell-Einstein foi publicado em Londres em 9 de julho de 1955 por Bertrand Russell, no meio da Guerra Fria. Ele destacou os perigos colocados pelas armas nucleares e pediu aos líderes mundiais que busquem resoluções pacíficas para os conflitos internacionais. Os signatários do manifesto incluem onze intelectuais e cientistas proeminentes, como Albert Einstein, que o assinou poucos dias antes de sua morte, em 18 de abril de 1955. Poucos dias após o lançamento, o filantropo Cyrus S. Eaton ofereceu para patrocinar uma conferência, o manifesto, em Pugwash, Nova Escócia, terra natal de Eaton. Esta conferência foi a primeira das Conferências Pugwash sobre Ciência e Negócios Mundiais, realizadas em julho de 1957.
Na década de 1960 estavam sendo tomadas medidas para limitar tanto a proliferação de armas nucleares para outros países e os efeitos ambientais de testes nucleares. O Tratado de Interdição Parcial de Ensaios Nucleares (1963) restringiu todos os testes nucleares a testes subterrâneos, para evitar a contaminação do meio ambiente pela radiação nuclear, enquanto que o Tratado de Não Proliferação de Armas Nucleares (1968) tentou colocar restrições sobre os tipos de atividades que os seus signatários poderiam participar, com o objetivo de permitir a transferência de tecnologia nuclear não militar para os países-membros, sem medo de proliferação de armas.
Em 1957, a Agência Internacional de Energia Atômica (AIEA) foi estabelecida sob o comando das Nações Unidas para incentivar o desenvolvimento de aplicações pacíficas da tecnologia nuclear, fornecer salvaguardas internacionais contra o seu uso indevido e facilitar a aplicação de medidas de segurança na sua utilização. Em 1996, muitas nações assinaram o Tratado de Interdição Completa de Ensaios Nucleares, que proíbe qualquer teste com armas nucleares. A proibição de testes impõe um obstáculo significativo para o desenvolvimento de armas nucleares por qualquer país signatário. O tratado exige a ratificação de 44 Estados específicos antes de entrar em vigor; em 2012, ainda era necessária a ratificação de oito países.
Tratados e acordos adicionais também foram feitos entre os dois países com os maiores arsenais de armas nucleares, os Estados Unidos e a União Soviética, e mais tarde entre os Estados Unidos e a Rússia. Estes incluem tratados como SALT II (não ratificado), START I (expirado), INF, START II (nunca ratificado), SORT e New START, além de acordos não vinculativos, tais como o SALT I e as Iniciativas Nucleares Presidenciais de 1991. Mesmo quando esses acordo não entraram em vigor, eles ajudaram a limitar e, posteriormente, reduzir a quantidade e os tipos de armas nucleares entre os arsenais de Estados Unidos e União Soviética/Rússia.
As armas nucleares também foram controladas por acordos entre outros países. Muitas nações foram declaradas Zonas Livres de Armas Nucleares, áreas onde a produção e a distribuição de armas nucleares são proibidas por meio de tratados. O Tratado de Tlatelolco (1967) proibiu qualquer produção ou utilização de armas nucleares na América Latina e no Caribe, enquanto o Tratado de Pelindaba (1964) proibiu armas nucleares em muitos países africanos. Em 2006, uma Zona Centro Asiática Livre de Armas Nucleares foi estabelecida entre as ex-repúblicas soviéticas da Ásia Central. Em meados de 1996, o Tribunal Internacional de Justiça, o mais alto tribunal da Organização das Nações Unidas (ONU), emitiu um parecer consultivo preocupado com a "Legalidade da Ameaça ou Uso de Armas Nucleares". O tribunal decidiu que o uso ou a ameaça de uso de armas nucleares seria uma violação de vários artigos da lei internacional, incluindo as Convenções de Genebra, as Convenção de Haia, a Carta das Nações Unidas e a Declaração Universal dos Direitos Humanos. Tendo em vista as características singularmente destrutivas das armas nucleares, o Comitê Internacional da Cruz Vermelha apelou aos Estados que garantam que essas armas nunca serão usadas, independentemente se as considerem legítimas ou não.
Além disso, houve outras ações específicas destinadas a desencorajar os países de desenvolver armas nucleares. Na sequência dos testes efetuados por Índia e Paquistão em 1998, sanções econômicas foram (temporariamente) impostas contra ambos os países, embora nenhum dos dois fossem signatários do Tratado de Não Proliferação Nuclear. Um dos casus belli declarados para o início da Guerra do Iraque em 2003 foi uma acusação dos Estados Unidos de que o Iraque estava desenvolvendo ativamente armas nucleares (embora isso nunca tenha sido provado). Em 1981, Israel bombardeou um reator nuclear que estava em construção em Osirak, no Iraque, no que chamou de uma tentativa de deter as ambições nucleares do Iraque; em 2007, Israel bombardeou um outro reator que está sendo construído na Síria.

### Desarmamento

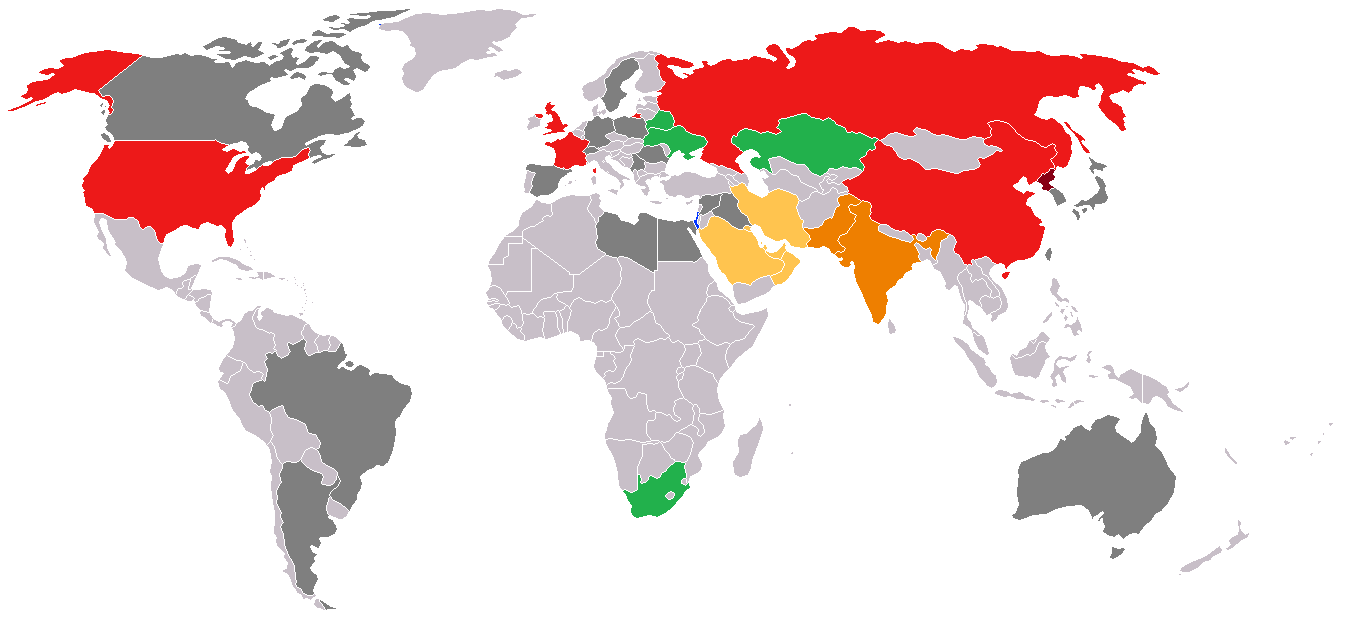
Mapa-múndi dos países com armamento nuclear representados por cor.
Cinco "Estados com armas nucleares" pelo TNP
Outros Estados conhecidos por terem armas nucleares (Índia e Paquistão)
Outros Estados suspeitos de terem armas nucleares (Israel)
Estados que possuem armas nucleares, mas que ainda não as adotaram (Coreia do Norte)
Estados que já possuíram armas nucleares (África do Sul, Belarus, Cazaquistão e Ucrânia)
Estados que são suspeitos de estarem desenvolvendo armas/programas nucleares
Estados que já tiveram armas e/ou programas bélicos de pesquisa nuclear

O desarmamento nuclear refere-se ao ato de redução ou de eliminação de armas nucleares, até o objetivo final de um mundo livre de armas nucleares. Desde o Tratado de Interdição Parcial de Ensaios Nucleares em 1963 até o Tratado de Interdição Completa de Ensaios Nucleares em 1996, tem havido muitos acordos para limitar ou reduzir os ensaios e os arsenais de armas nucleares. O Tratado de Não Proliferação de Armas Nucleares de 1968 tem como uma de suas condições explícitas que todos os seus signatários devem "prosseguir as negociações de boa-fé" em direção à meta de longo prazo de "desarmamento total". Os Estados com armas nucleares, em sua maioria, tratam esse aspecto do acordo como "decorativo" e sem força.
Apenas um país, a África do Sul, já renunciou totalmente de seu arsenal de armas nucleares, que haviam desenvolvido de forma independente. As ex-repúblicas soviéticas da Bielorrússia, Cazaquistão e Ucrânia devolveram as armas nucleares soviéticas estacionadas em seus países para a Rússia após o colapso da União Soviética. Os defensores do desarmamento nuclear defendem que isso iria diminuir a probabilidade de ocorrer uma guerra nuclear, especialmente acidental. Os críticos do desarmamento nuclear dizem que isso prejudicaria a atual dissuasão e "paz nuclear", além de levar ao aumento da instabilidade global. Vários estadistas norte-americanos, que estavam no cargo durante o período da Guerra Fria recentemente defenderam a eliminação das armas nucleares. Esses funcionários incluem Henry Kissinger, George Shultz, Sam Nunn e William Perry. Em janeiro de 2010, Lawrence M. Krauss afirmou que "nenhum problema tem mais importância para a saúde e segurança da humanidade a longo prazo do que o esforço para reduzir e, talvez um dia, livrar o mundo das armas nucleares". Nos anos após o fim da Guerra Fria, houve inúmeras campanhas pelo fim das armas nucleares, como a organizada pelo movimento Global Zero. A meta de "um mundo sem armas nucleares" foi defendida pelo presidente dos Estados Unidos, Barack Obama, em um discurso em abril de 2009, em Praga, na República Tcheca. Uma pesquisa realizada pela CNN em abril de 2010 indicou que o público norte-americano estava dividido sobre a questão do desarmamento nuclear.
Outros, no entanto, argumentam que as armas nucleares tornaram o mundo relativamente seguro, com a paz através da intimidação e através do paradoxo estabilidade-instabilidade, inclusive no sul da Ásia. O professor Kenneth Waltz argumenta que as armas nucleares ajudaram a manter uma paz inquieta e a proliferação desse tipo de armamento pode até ajudar a evitar guerras convencionais de grande escala, que eram tão comum antes da invenção da bomba atômica no final da Segunda Guerra Mundial. Waltz, inclusive, discorda da visão de comentaristas políticos dos Estados Unidos, Europa e Israel de que um Irã com armas nucleares seria algo inaceitável; para Waltz esse seria o melhor resultado possível, pois seria um fator de restauração da estabilidade do Oriente Médio, equilibrando monopólio regional de Israel sob as armas nucleares.
O professor John Mueller da Universidade do Estado de Ohio e autor do livro Atomic Obsession, também descarta a necessidade de interferir no programa nuclear do Irã e expressou que as medidas de controle de armas são contraproducentes. Em 2010, durante uma conferência na Universidade do Missouri, Mueller disse que o medo da ameaça do uso de armas nucleares por terroristas e governos tem sido exagerado, tanto na mídia popular quanto por autoridades.

### Nações Unidas
O Escritório das Nações Unidas para Assuntos de Desarmamento é um departamento do Secretariado das Nações Unidas criado em janeiro de 1998 como parte do plano do então Secretário-Geral Kofi Annan de reformar a ONU como apresentou em seu relatório à Assembleia Geral, em julho de 1997. Seu objetivo é promover o desarmamento nuclear e a não proliferação, além de fortalecer regimes de desarmamento em relação a outras armas de destruição em massa, como armas biológicas e químicas. Além disso, promove esforços de desarmamento na área de armas convencionais, especialmente em relação a minas terrestres e armas de pequeno porte, que são muitas vezes as armas mais usadas nos conflitos contemporâneos.

## Efeitos
Os efeitos predominantes de uma bomba atômica são a explosão e a energia térmica (calor), a liberação de radiação (raios-X, gama, nêutrons) e o pulso eletromagnético. Em relação aos efeitos térmicos da bomba, estes são muito semelhantes aos dos explosivos convencionais de alta potência. A principal diferença é a capacidade de liberar uma quantidade imensamente maior de energia de uma só vez.
O dano produzido pelas três formas iniciais de energia liberada (calor, pulso eletromagnético e radiação) difere de acordo com o tamanho da arma. As bombas de nêutrons, por exemplo, foram criadas para produzir o máximo possível de radiação, enquanto a bomba de PEM para liberar energia eletromagnética na faixa das micro-ondas.
A energia liberada na explosão segue a equação de Einstein, E=mc², onde E é a energia liberada, m é a massa da bomba que "some" na explosão e c (celeritas) é a velocidade da luz.

## Uso pacífico

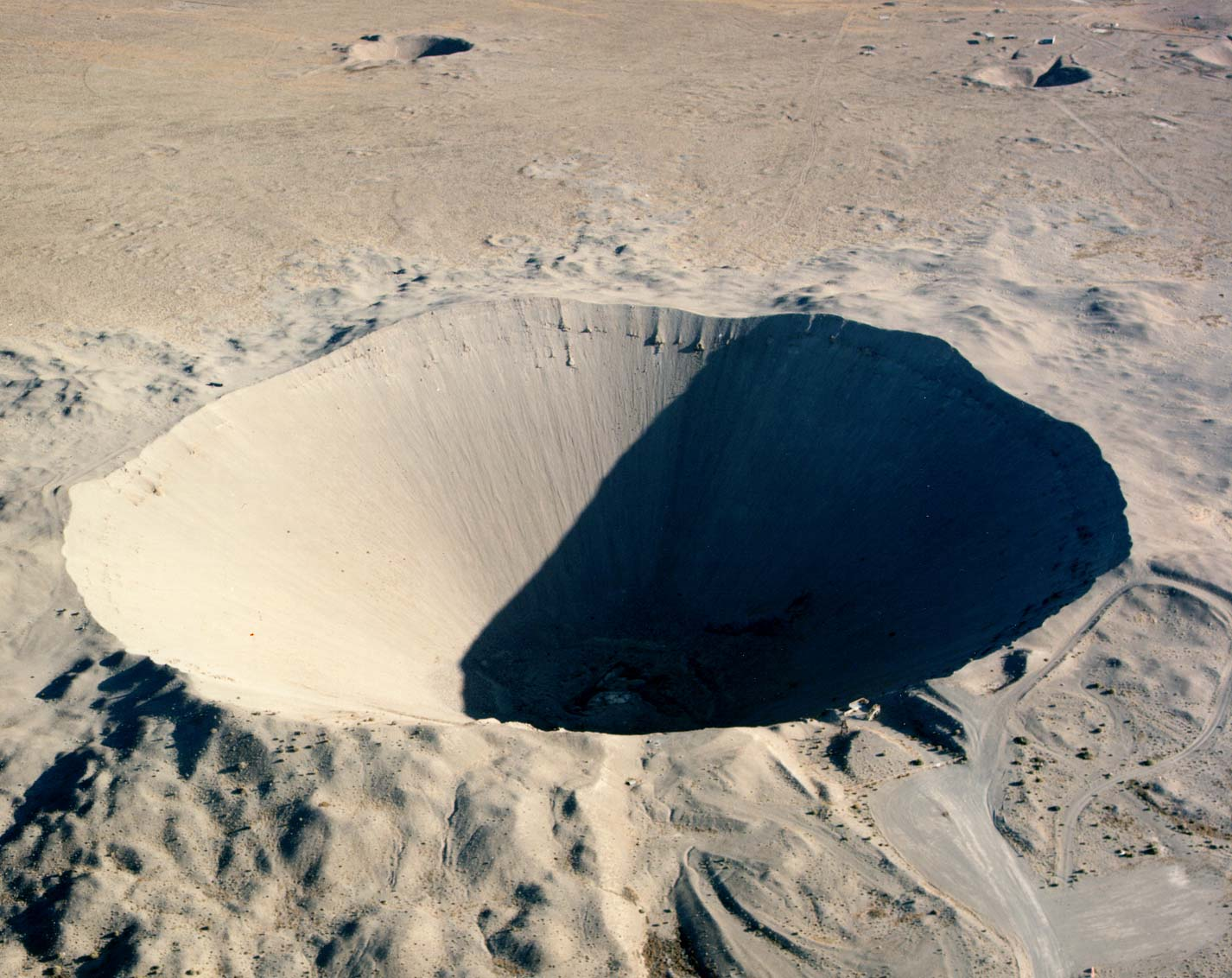
A operação Sedan, em 1962, foi uma experiência levada a cabo pelos Estados Unidos no uso de armas nucleares para escavar grandes quantidades de solo.

Além da sua utilização como armas, os explosivos nucleares também foram testados e utilizados em fins pacíficos, como a remoção de terra em larga escala e a criação de baías artificiais. Devido à incapacidade de reduzir a fração da fissão nuclear de pequenos dispositivos, o que seria necessário para obras de engenharia civil, e quando os custos de descontaminação dos produtos de fissão são incluídos, não há nenhuma vantagem econômica em relação ao uso de explosivos convencionais. Nos Estados Unidos, este trabalho foi feito durante a Operação Plowshare, que incluiu 27 testes nucleares projetados para investigar possíveis usos civis dessa tecnologia entre 1961 e 1973. O programa soviético "Explosões Nucleares para a Economia Nacional" pesquisava vários usos pacíficos para as explosões nucleares. Estes incluíram o uso de uma explosão de 30 quilotons para fechar a fonte de gás natural de Urtabulak, no Uzbequistão, em 1966, que estava aberta desde 1963, e alguns meses depois, o uso de um explosivo de 47 kilotons para selar um desastre maior, nas proximidades do campo de gás de Pamuk.
No início da década de 1960, o governo norte-americano cogitou a possibilidade de escavar em Israel um canal marítimo alternativo ao Canal de Suez, para atuar como opção para descongestionar essa via de navegação. Esse projeto envolvia a utilização de 520 bombas nucleares, totalizado a potência somada de 1,04 gigatoneladas, com o objetivo de detonar as rochas e abrir o caminho deste canal alternativo. Contudo, em decorrência de descobertas relacionadas à possibilidade de existência de contaminações radioativas remanescentes a longo termo após a detonação de bombas nucleares, a ideia foi abandonada.
Elementos sintéticos, como o einstênio e o férmio, criados pelo bombardeamento de nêutrons de urânio e plutônio durante explosões termonucleares, foram descobertos após o primeiro teste da bomba termonuclear. Os dados obtidos a partir de explosões nucleares em alta altitude também foram vitais para o entendimento inicial da magnetosfera da Terra. Em 2008, a presença mundial de novos isótopos na atmosfera, a partir do início na década de 1950, desenvolveu em uma maneira confiável de detectar falsificações de arte, já que todas as pinturas criadas depois desse período contêm traços de césio-137 e estrôncio-90, isótopos que não existiam na natureza antes de 1945.
O uso de armas nucleares também tem sido apontado como um meio de evitar o choque de um asteroide com a Terra. Em uma situação de prazo curto entre a detecção do objeto e o impacto com a Terra, a proposta seria detonar uma série de explosivos nucleares próximo ao asteroide, mas longe o suficiente para não quebrar o objeto. Isso feito com antecedência suficiente, as forças relativamente pequenas de qualquer número de explosões nucleares podem ser suficiente para alterar a trajetória do objeto e evitar um impacto. Em 1967, alunos de pós-graduação sob orientação do professor Paulo Sandorff, do Instituto de Tecnologia de Massachusetts (MIT), desenvolveram um sistema que usa foguetes e explosões nucleares para evitar um hipotético impacto do asteroide Ícarus 1566 contra a Terra. Este estudo mais tarde foi publicado como "Projeto Icarus", o que serviu de inspiração para o filme Meteor, de 1979.

## Controvérsias

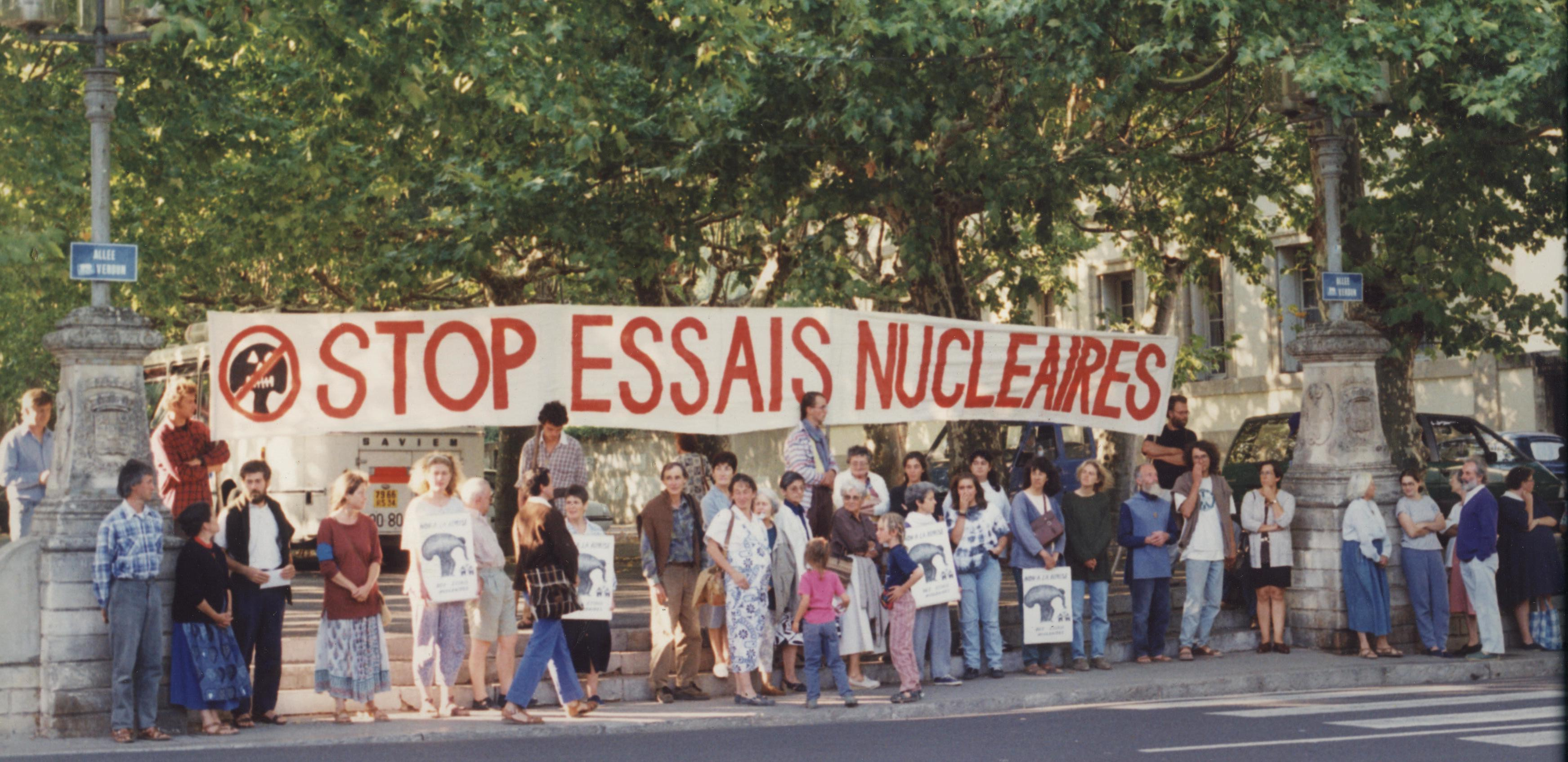
Manifestação contra testes nucleares em Lyon, França, nos anos 1980.

A cinza nuclear radioativa proveniente de testes nucleares chamou a atenção do público pela primeira vez em 1954, quando o teste de uma bomba de hidrogênio chamado Castle Bravo, realizado nas Ilhas Marshall, contaminou a tripulação do barco de pesca japonês Lucky Dragon. Um dos pescadores morreu no Japão sete meses depois e o medo de atum contaminado por radiação levou a um boicote temporário ao produto no Japão. O incidente causou uma preocupação generalizada, especialmente em relação aos efeitos da radiação nuclear e de testes nucleares na atmosfera, e "forneceu um impulso decisivo para o surgimento do movimento de antiarmas nucleares em muitos países".
Em 1963, muitos países ratificaram o Tratado de Interdição Parcial de Ensaios Nucleares, que proíbe testes nucleares na atmosfera. A precipitação radioativa tornou-se um problema menor e o movimento antiarmas nucleares entrou em declínio há alguns anos. Um ressurgimento do interesse ocorreu em meio a temores de europeus e norte-americanos de uma guerra nuclear na década de 1980.